# Prionanthium dentatum
Prionanthium dentatum là một loài thực vật có hoa trong họ Hòa thảo. Loài này được (L.f.) Henrard miêu tả khoa học đầu tiên năm 1941.